# Farid Benstiti
Farid Benstiti (en arabe : فريد بن ستيتي), né le 16 janvier 1967 à Lyon est un footballeur puis entraîneur franco-algérien. Il évoluait au poste de milieu de terrain offensif. Depuis décembre 2022, il est le sélectionneur de l'équipe d'Algérie féminine.

## Biographie
Après avoir été formé à l'Olympique lyonnais, il joue au Cercle de Dijon, au FC Sète, en Belgique et à Lyon Duchère AS.
Par la suite, Benstiti est l'entraîneur de l'équipe féminine de l'Olympique lyonnais après avoir débuté comme entraîneur des féminines du FC Lyon. 
À la fin de la saison 2009-2010, Benstiti voit son contrat d'entraîneur non prolongé, après avoir pourtant mené l'OL féminin en finale de la Ligue des champions féminine. Toutefois, on lui propose un poste de recruteur au sein du staff rhodanien ; poste qu'il accepte. Après une saison à ce poste, il est remercié. 
Il reprend du service dans le football féminin en devenant l'entraîneur du club russe de Rossiyanka (D1 féminine russe). En 2011, il est également nommé à la tête de la sélection nationale de Russie .
Entre 2012 et 2016, il entraine l'équipe féminine du PSG, se qualifiant chaque saison pour la Ligue des Champions. Il atteint la finale de la Coupe de France (2014) et de la Ligue des Champions (2015), mais il ne gagne aucun titre avec Paris.
Il rejoint alors le Dalian Quanjian Female FC avec lequel il remporte deux titres de champion de Chine en 2017 et 2018.
Le 17 janvier 2020, il devient l'entraîneur de la franchise américaine du Reign FC (fraîchement acquise par OL Groupe). Il démissionne le 2 juillet 2021.
Fin décembre 2022, il est nommé à la tête du Département de développement du football féminin de la fédération algérienne, ainsi que coach de la sélection féminine algérienne,.

## Palmarès

### Joueur
- Champion de France de D2 en 1989 avec l'OL

### Entraîneur
- Finaliste de la Ligue des champions féminine en 2010 avec l'OL et en 2015 avec le PSG
- Champion de France féminin en 2007, 2008, 2009 et 2010 avec l'OL
- Vice-champion de France féminin en 2013, 2014, 2015 et 2016 avec le PSG
- Champion de Russie féminin en 2012 avec le WFC Rossiyanka
- Vainqueur de la Coupe de France féminine en 2003, 2004 et 2008 avec l'OL
- Finaliste de la Coupe de France féminine en 2002, 2005, 2006 et 2007 avec l'OL ; en 2014 avec le PSG
- Champion de Chine féminin en 2017 et 2018 avec le Dalian Quanjian Female FC